# Hawke’s Bay United FC
Hawke’s Bay United FC (założony jako Napier City Soccer) – nowozelandzki klub piłkarski z siedzibą w Napier. Założony został w 2004 roku jako sekcja klubu Napier City Rovers, która brała udział w letnich rozgrywkach Central League. Od sezonu 2004/2005 występuje w rozgrywkach New Zealand Football Championship. W 2005 roku klub przyjął obecną nazwę.